# Cour-l'Évêque
Cour-l'Évêque is een gemeente in het Franse departement Haute-Marne (regio Grand Est) en telt 211 inwoners (1999). De plaats maakt deel uit van het arrondissement Chaumont.

## Geografie
De oppervlakte van Cour-l'Évêque bedraagt 19,1 km², de bevolkingsdichtheid is 11,0 inwoners per km².
De onderstaande kaart toont de ligging van Cour-l'Évêque met de belangrijkste infrastructuur en aangrenzende gemeenten.

## Demografie
Onderstaande figuur toont het verloop van het inwonertal (bron: INSEE-tellingen).